# Mohammed Salem Al Enazi
Mohammed Salem Marzouq Ghazi Al Sebaie Al Enazi (arabe : محمد سالم العنزي) (né le 22 novembre 1976 à Riyad en Arabie saoudite) est un joueur de football international qatarien, qui évolue au poste d'attaquant.

## Biographie

### Carrière en sélection
Avec l'équipe du Qatar, il joue 54 matchs (pour 36 buts inscrits) entre 1996 et 2003[réf. souhaitée].
Il figure dans le groupe des sélectionnés lors de la coupe d'Asie des nations de 2000, où son équipe atteint les quarts de finale.
Il joue également 21 matchs comptant pour les tours préliminaires de la coupe du monde, lors des éditions 1998 et 2002.
Il participe enfin à la Coupe du monde des moins de 17 ans 1993 organisée au Japon et à la Coupe du monde des moins de 20 ans 1995 organisée au Qatar.

## Palmarès
Al Rayyan
| - Championnat du Qatar (1) : - Champion : 1994-95. - Vice-champion : 1999-00. - Meilleur buteur : 1994-95 (9 buts) et 1999-00 (14 buts). - Coupe du Qatar (1) : - Vainqueur : 1998-99. - Finaliste : 1995-96, 1996-97 et 1999-00. |  | - Coupe Crown Prince (2) : - Vainqueur : 1995 et 1996. - Finaliste : 1997 et 2000. - Coupe Sheikh Jassem (1) : - Vainqueur : 2000. |

| Al Nasr Riyad - Coupe d'Arabie saoudite (1) : - Vainqueur : 1997-98. - Supercoupe d'Arabie saoudite (1) : - Vainqueur : 1998. - Coupe d'Asie des vainqueurs de coupe (1) : - Vainqueur : 1997-98. |  | Al Qadsia - Championnat du Koweït (1) : - Champion : 1999. |

| Al Wahda - Championnat des Émirats arabes unis (1) : - Champion : 2000-01. - Vice-Champion : 2002-03. - Meilleur buteur : 2000-01 (22 buts) et 2001-02 (22 buts). - Coupe des Émirats arabes unis : - Finaliste : 2002-03. - Coupe de la UAEFA (1) : - Vainqueur : 2001. |  | Al Wasl - Championnat des Émirats arabes unis (1) : - Champion : 2006-07. - Coupe des Émirats arabes unis (1) : - Vainqueur : 2006-07 - Finaliste : 2007-08 |